# Sobrinarchibracon nigroflagellaris
Sobrinarchibracon nigroflagellaris är en stekelart som beskrevs av Donald L.J. Quicke 1985. Sobrinarchibracon nigroflagellaris ingår i släktet Sobrinarchibracon och familjen bracksteklar. Inga underarter finns listade i Catalogue of Life.